# Yoga Upanishad
Les Yoga Upanishad ou Yoga Upaniṣad est une collection de vingt upanishad composées entre 700 et 1300 et faisant partie du canon Muktikā qui en contient 108. Ces upaniṣad qui ont été rédigées en sanskrit classique ont un rapport avec tous les aspects du yoga et sont en partie centrées sur la part ésotérique de celui-ci. Certaines d’entre elles donnent une description du système des chakra et des nadi qui est associé à l’éveil de la Kuṇḍalinī. Celles-ci font un lien entre l’école du Nord (Védisme) et l’école du Sud (Tantrisme).

## Liste des Yoga Upaniṣad
Voici la liste des vingt upaniṣad constituant la catégorie des Yoga Upaniṣad avec un résumé succinct pour chacune d'entre elles. Le chiffre entre parenthèses qui suit le nom d'une upaniṣad indique sa place dans le canon Muktikā.
1. Advaya Taraka Upanishad (53). Cette Upanishad fait partie du Yajur-Véda blanc (Shukla). Celle-ci se focalise sur le Brahman seul et cherche à expliquer l'essentiel du raja yoga.
2. Amrita Bindu Upanishad (20). Celle-ci fait partie du Yajur-Véda noir (Krishna). Cette Upanishad montre que l'esprit (conscience pure mêlée à la conscience impure) est à la fois cause d'asservissement et de libération. Celle-ci indique aussi, que par la connaissance du Brahman seulement, ce même esprit parvient à se purifier et libérer l'homme de ses asservissements internes.
3. Amrita-Nada Upanishad (21) appartient au Yajur-Véda noir (Krishna). Cette Upanishad démontre que celui qui a un mental pur peut atteindre le but de l'existence simplement par l'étude, la réflexion, etc., tandis que celui qui a un mental impur parvient au même but en ayant recours à la méditation sur le Brahman et la pratique du Sadanga Yoga (Yoga à six membres au lieu de huit comme le stipulent les yoga-sûtras).
4. Brahma-Vidya Upanishad (40) appartient au Yajur-Véda noir (Krishna). Celle-ci traite de la méditation sur la syllabe sanskrite AUM et de la réalisation du Brahman par le biais de la connaissance (jñāna).
5. Dhyana-Bindu Upanishad  (39) appartient au Yajur-Véda noir (Krishna). Cette Upanishad traite du Brahman en relation avec la syllabe AUM (Pravana en sanskrit) ou le son primordial, la science de l'inhalation et de l'exhalaison (Ajapa Hamsa Vidya ou Pranayama) associé au yoga à six membres (hatha yoga)[N 2].
6. Hamsa Upanishad  (15) appartient au Yajur-Véda blanc (Shukla). Cette Upanishad traite de la nature ésotérique de l'âme conduisant celui qui pratique le Yoga à la connaissance intime du Brahman.
7. Jabala Darshana Upanishad (90) appartient au Yajur-Véda blanc (Shukla). Cette Upanishad expose les huit membres du Yoga (Ashtanga) ainsi que les moyens de parvenir à la connaissance du Brahman. Celle-ci se termine par la relativité des choses (Maya) face au Brahman absolu.
8. Kshurika Upanishad (31). Cette Upanishad qui appartient au Yajur-Véda noir (Krishna) traite du Yoga qui permet de détruire les obstructions à la connaissance du Brahman.
9. MahaVakya Upanishad (92) appartient à l'Atharva-Véda. Celle-ci traite de l'impossibilité de réaliser le Brahman par la seule connaissance du monde phénoménal qui est en dehors de l'Âtman.
10. Mandala Brahmana Upanishad (48) appartient à Yajur Veda blanc (Shukla). Cette Upanishad, après avoir abordé le Yoga à huit membres (Ashtanga Yoga), traite de l'essentiel du Raja Yoga au travers de ses constituants.
11. Nada-Bindu Upanishad (38) appartient au Rig-Véda. Cette Upanishad traite de la libération obtenue après la mort (Videha Mukti) du fait de l'anéantissement des trois sortes de karma.
12. Pashupata Brahmana Upanishad (77)
13. Sandilya Upanishad (58)
14. Tejo-Bindu Upanishad (37)
15. Trisikhi Brahmana Upanishad (44)
16. Varaha Upanishad (98)
17. Yoga Chudamani Upanishad (46)
18. Yoga Kundalini Upanishad (86)
19. Yoga Shikha Upanishad (63)
20. Yogatattva Upanishad (41)